# Petr Vabroušek
Petr Vabroušekⓘ (27 september 1973), is een Tsjechisch triatleet. Hij nam deel aan verschillen grote internationale triatlons. Ook won hij verschillende Ironman wedstrijden.
Zijn beste jaar is 2000. Toen won hij naast de Ironman Korea en de Ironman South Africa ook de triatlon van Almere in een tijd van 8:15.24. Het jaar ervoor moest hij nog genoegen nemen met een zilveren medaille in Almere, toen deze wedstrijd het toneel was van het EK lange afstand.

## Belangrijkste prestaties

### triatlon
- 1993: 10e Ironman Hawaï - 8:34.08
- 1994: 4e Ironman Hawaï - 8:34.42
- 1999:  EK lange afstand in Almere - 8:04.11
- 1999: 22e WK lange afstand in Säter - 6:01.06
- 2000: 18e WK lange afstand in Nice - 6:41.41
- 2000:  triatlon van Almere - 8:15.24
- 2000:  Ironman California - 9:13.05
- 2000:  Ironman South Africa - 8:54.35
- 2000:  Ironman Korea - onbekend
- 2000: 35e Ironman Hawaï
- 2001: 5e Ironman South Africa - 8:46.16
- 2001: 27e Ironman Hawaï - 9:20.48
- 2001:  Ironman Austria - 08:21.30
- 2002: 5e Ironman Austria - 08:29.50
- 2002: 26e WK lange afstand in Nice - 6:47.17
- 2002: 19e Ironman Hawaï - 8:57.26
- 2003: 4e Ironman Malaysia - 9:04.49
- 2003: 5e EK lange afstand in Fredericia - 5:52.57
- 2003: 11e WK lange afstand op Ibiza - 5:45.07
- 2003: 4e Ironman Malaysia - 9:04.49
- 2003: 4e Ironman Coeur d'Alene - 9:13.30
- 2003: 4e Ironman Wisconsin - 9:08.37
- 2003: 30e Ironman Hawaï - 9:06.22
- 2004:  Strongman All Japan Triathlon - 7:53.51
- 2004:  Ironman Wisconsin
- 2004:  EK lange afstand in Immenstadt - 6:56.30
- 2004: 22e WK lange afstand in Säter - 6:11.47
- 2004: 25e Ironman Hawaï - 9:29.04
- 2005: 6e EK lange afstand in Säter - 5:58.13
- 2005: 15e WK lange afstand in Fredericia - 5:53.43
- 2005: 5e Ironman South Africa - 8:47.50
- 2005: 77e Ironman Hawaï - 9:12.17
- 2006: 4e EK lange afstand in Almere - 5:42.05
- 2006: 26e WK lange afstand in Canberra - 6:38.46
- 2006:  Ironman Japan - 8:44.22
- 2006:  Ironman South Africa - 8:38.52
- 2006: 67e Ironman Hawaï - 9:10.45
- 2007: 12e EK lange afstand in Brasschaat - 3:50.57
- 2007: 37e WK lange afstand in Lorient - 3:59.22
- 2007: 4e Ironna South Africa - 8:48.19
- 2007:  Viennaman Ironman 70.3
- 2007: 5e Ironman Germany - 8:21.31
- 2008: 12e EK lange afstand in Gerardmer - 6:43.42
- 2008: 11e WK lange afstand in Almere - 6:04.36
- 2008:  Ironman Malaysia - 9:04.54
- 2008: 6e Ironman Switzerland
- 2008:  Ironman USA Lake Placid
- 2008: 4e Ironman Brasil
- 2008:  Ironman Florida
- 2008: 8e Ironman Arizona
- 2008: 34e Ironman Hawaï - 9:04.42
- 2009: 18e EK lange afstand in Praag - 5:58.02
- 2009: 23e WK lange afstand in Perth - 4:13.57
- 2009:  Challenge Wanaka - 8:44.38
- 2009: 5e Ironman Malaysia - 8:50.48
- 2009:  Ironman South Africa - 8:36.07
- 2009:  Ironman Brasil - 8:37.18
- 2009:  Ironman Japan - 8:45.59
- 2009: 10e Challenge Roth - 8:15.03
- 2009: 7e Ironman Wisconsin - 9:08.26
- 2009: 10e Ironman Western Australia - 8:58.08
- 2009: 71e Ironman Hawaï - 9:23.03
- 2010: 6e Ironman Utah
- 2010: 6e Ironman Brasil
- 2010:  Ironman Lake Placid
- 2010: 19e WK lange afstand - 6:53.36
- 2010: 4e Ironman Canada
- 2010: 45e Ironman Hawaii
- 2010: 7e Ironman Florida
- 2010: 11e Ironman Mexico
- 2011: 7e Ironman New Zealand
- 2011: 8e Ironman South Africa
- 2011: 9e Ironman Utah
- 2011: 4e EK lange afstand
- 2011: 79e Ironman Hawaii - 9:13.42
- 2011: 10e WK lange afstand - 5:00.15 (zonder zwemmen)
- 2011: 6e Ironman Western Australia - 8:35.08
- 2012: 13e Ironman Melbourne - 8:29.25
- 2012: 5e Ironman Lanzarote - 9:07.30
- 2012: 15e WK lange afstand - 5:57.03
- 2013: 17e Ironman South Africa - 9:03.55
- 2013: 4e Challenge Taiwan - 8:35.55
- 2013: 9e Ironman Austria - 8:29.34
- 2013:  Austria-Triathlon - 8:31.37
- 2013:  Ironman Japan - 9:19.52
- 2014:  Israman - 9:55.31
- 2014: 9e Ironman New Zealand - 9:01.20
- 2014: 9e Ironman Los Cabos - 8:59.38
- 2014:  Austria-Triathlon - onbekend
- 2014: 5e EK lange afstand in Almere - 8:43.57
- 2015:  Israman - 10:15.31
- 2015: 10e Challenge Wanaka - 9:29.19
- 2015: 7e Ironman Australia - 9:16.07
- 2015:  Austria-Triathlon - 8:15:06
- 2016:  Israman - onbekend